# モンスター (ピンク・レディーの曲)
「モンスター」は、1978年6月にビクター音楽産業（現：JVCケンウッド・ビクターエンタテインメント）からリリースされた日本のアイドルグループ・ピンク・レディーの8枚目のシングルである。

## 解説
- イントロの「ワハハハハ…」は、作曲者・都倉俊一の地声を加工したもので、その後ピンク・レディーが「キャー!!」と大きな悲鳴を2回連呼している。
- この歌に出てくる"モンスター"というのはいわゆる「怪物」そのものでは有るが、当時のピンク・レディー本人のような特殊な人間も含まれていて、「本当は皆と一緒にいたいのに隔離されてしまう切なさを歌ったものではないか」と、2008年に未唯mieがテレビ朝日系『オーラの泉』に出演した際にコメントしていた。
- シングルの初回プレス枚数は60万枚で、発売日に初回プレスの7割近くを売り上げた[1]。
- シングルの累計売上は160万枚[2]（公称）。
- ジャケット写真は「協力　近代映画社」となっており、『近代映画』1978年5月号にて、この号のグラビアからの引用であることが確認できる。
- タモリがこの曲を元ネタにした「サンスター」という曲をアルバム『タモリ2』のA面（教養講座「音楽の変遷その1」- 旋律の源とその世界的波及について）で歌っている。
- 「キャッチ・リップ」は雪印乳業（現：ロッテ）のアイスクリーム「宝石箱」のCMソング。

## 収録曲
1. モンスター
  - 作詞：阿久悠／作曲・編曲：都倉俊一
2. キャッチ・リップ
  - 作詞：阿久悠／作曲：都倉俊一／編曲:田辺信一

## カバー
モンスター
- CHINEPHILE（2003年、アルバム『KAYOMANIA』に収録）
- 高橋優&柳沢なな（2009年、阿久悠トリビュートアルバム『Bad Friends』に収録）
- UA（2010年、アルバム『KABA』に収録）
- The MONSTERS（香取慎吾&山下智久（2012年、シングル「MONSTERS」に収録※一部種類を除く）
- ピンク・ベイビーズ（2016年、シングル『渚のシンドバッド』type-Cに収録[3]）